# Saint-Loup-des-Chaumes
Saint-Loup-des-Chaumes è un comune francese di 306 abitanti situato nel dipartimento del Cher, nella regione del Centro-Valle della Loira.

## Società

### Evoluzione demografica
Abitanti censiti